# Église Sainte-Croix de la Cité
Pour les articles homonymes, voir Église de la Sainte-Croix.
L'église Sainte-Croix de la Cité est une ancienne église de Paris qui était située sur l'île de la Cité.

## Situation
L'église Sainte-Croix de la Cité était située rue de la Vieille-Draperie, au coin oriental de la rue Sainte-Croix-en-la-Cité.
L'angle Sud-Est du marché aux Fleurs est sur son emplacement.

## Historique
L'église Sainte-Croix de la Cité, mentionnée pour la première fois en 1136, était un oratoire dépendant du prieuré de Saint-Éloi bâti à une date inconnue à l'emplacement d'une basilique gallo-romaine dont certaines parties ont été réutilisées. L'église fut érigée en paroisse au cours du XIIe siècle et rebâtie de 1450 à 1529. Elle était de dimensions modestes, d'une vingtaine de mètres sur une dizaine d'un vaisseau unique de cinq travées et d'un chevet à trois pans. On l'aperçoit sur les plans anciens mais aucune gravure ni description ne subsistent.
La paroisse Sainte-Croix était très petite et n'englobait qu'une trentaine de maisons, représentant une population évaluée à 690 âmes vers 1300.
En 1790, l'église Sainte-Croix en la Cité est le siège de l'une des 52 paroisses urbaines du diocèse de Paris. Son curé depuis 1784, l'abbé Pierre Bitter, prête le serment constitutionnel avec ses deux autres confrères, prêtres de cette paroisse.
En février 1791, par une suite de décrets de l'Assemblée constituante pris sur une proposition de la mairie de Paris, l'église Sainte-Croix, comme les neuf autres églises de l'ile de la Cité,  perd son statut de siège de paroisse au bénéfice de la cathédrale Notre-Dame de Paris.
L'église ainsi désaffectée est démolie vers 1797.
Parmi les curés de l'église, on peut citer Pierre Danet.